# Diecezja Triestu
Diecezja Triestu – diecezja Kościoła rzymskokatolickiego w północno-wschodnich Włoszech, w metropolii Gorycji, w regionie kościelnym Triveneto.
Została erygowana w VI wieku. W 1787 zlikwidowano starożytną diecezję Pedeny (obecnie miasto Pićan w Chorwacji), a jej terytorium włączono do diecezji Triestu oraz nowo utworzonej diecezji Gradiscii (połączonej w 1791 z archidiecezją Gorycji). 1828 została połączona z sąsiednią diecezją Kopru, co zaowocowało nową nazwą, w której znalazły się oba miasta. Włączoną również do niej terytorium zlikwidowanej diecezji Novigradu. W 1925 część terytorium została utracona na rzecz nowo powstałej diecezji Rijeki. Po II wojnie światowej Triest znalazł się w granicach Włoch, a Koper w Jugosławii. Władze kościele usankcjonowały ten fakt dopiero w 1977, kiedy to diecezja została ponownie podzielona, wzdłuż linii nowej granicy państwowej.